# Keisuke Tsuboi
Keisuke Tsuboi (坪井 慶介, Tsuboi Keisuke, Tokio, 16 september 1979) is een Japans voormalig voetballer die als verdediger speelde.

## Japans voetbalelftal
In 2006 kreeg hij een uitnodiging van Zico, de coach van het Japanse voetbalelftal. Hij speelde op het WK 2006 twee wedstrijden tegen Kroatië en Australië.

## Statistieken

### J.League
| seizoen     | club               | land  | competitie | duels | goals |
| ----------- | ------------------ | ----- | ---------- | ----- | ----- |
| 2002/03     | Urawa Red Diamonds | Japan | J-League   | 30    | 0     |
| 2003/04     | Urawa Red Diamonds | Japan | J-League   | 30    | 1     |
| 2004/05     | Urawa Red Diamonds | Japan | J-League   | 14    | 0     |
| 2005/06     | Urawa Red Diamonds | Japan | J-League   | 33    | 0     |
| 2006/07     | Urawa Red Diamonds | Japan | J-League   | 12    | 0     |
| 2007/08     | Urawa Red Diamonds | Japan | J-League   | 31    | 0     |
| Bijgewerkt: | 04-09-2007         |       | Totaal     | 140   | 1     |

### Interlands
| Japans voetbalelftal | Japans voetbalelftal | Japans voetbalelftal |
| Jaar                 | Wed.                 | Dlp.                 |
| -------------------- | -------------------- | -------------------- |
| 2003                 | 11                   | 0                    |
| 2004                 | 10                   | 0                    |
| 2005                 | 7                    | 0                    |
| 2006                 | 11                   | 0                    |
| 2007                 | 1                    | 0                    |
| Totaal               | 40                   | 0                    |

## Erelijst
Individueel:
- J1 League beste jongste speler van het jaar (2002)
- J1 League Best Eleven (2003)

Team:
- J1 League kampioen met Urawa Red Diamonds (2006)
- Emperor's Cup kampioen (2005 en 2006)
- Japanse Super Cup winnaar (2006)